# Peter Mikkelsen (Badminton)
Peter Mikkelsen (* 9. August 1982) ist ein dänischer Badmintonspieler.

## Karriere
Peter Mikkelsen gewann 2006 die Cyprus International. Ein Jahr später siegte er bei den Spanish International, den Portugal International und den Irish Open. 2009 war er in Finnland und Kroatien erfolgreich.
Seit 2022 ist er tschechischer Nationaltrainer.

## Sportliche Erfolge
| Saison | Veranstaltung                          | Disziplin    | Platz | Name            |
| ------ | -------------------------------------- | ------------ | ----- | --------------- |
| 2006   | Cyprus International                   | Herreneinzel | 1     | Peter Mikkelsen |
| 2007   | Spanish International                  | Herreneinzel | 1     | Peter Mikkelsen |
| 2007   | Portugal International                 | Herreneinzel | 1     | Peter Mikkelsen |
| 2007   | Irish Open                             | Herreneinzel | 1     | Peter Mikkelsen |
| 2007   | Türkei: Internationale Meisterschaften | Herreneinzel | 3     | Peter Mikkelsen |
| 2009   | Finnish International                  | Herreneinzel | 1     | Peter Mikkelsen |
| 2009   | Croatian International                 | Herreneinzel | 1     | Peter Mikkelsen |